# Fehérkő vára
Fehérkő vára a somogyi dombok között húzódó Kereki községben, egy 283 méter magas domb csúcsán helyezkedik el. A középkori várból mára csak restaurált maradványai láthatóak.

## A vár története
A történészek véleménye szerint Anjou Károly király adhatott utasítást egy uradalmi központ létesítésére, ami a továbbiakban összefogta a környékbeli jobbágyfalvakat. Egy 1336-os oklevél szerint Cikó várnagy parancsolt benne.
1403-ban fegyvercsörgés verte fel, mivel Marcali Miklós erdélyi vajda csatlakozott Nápolyi László trónkövetelő táborához Luxemburgi Zsigmond ellen, ezért az uralkodó hívei megostromolták és elfoglalták annak kereki várát. A megrongált erődítmény évekig elhagyatottan állt, a győztes uralkodó csak 1408-ban adott engedélyt a közben kegyelmet kapott Marczali főúri családnak, hogy újjáépíttethesse.
1474-től az ország leghatalmasabb mágnásai közé tartozó Báthori-család uralta a főként téglából épített várat, ami nem katonai szempontból, hanem mint birtokközpont volt fontos urainak. A meredek hegyoldal szélén körbe húzódó emeletes lakószárnyakat támpillérek támogatták, bejáratát négyzetes kaputorony és mély szárazárok védelmezte, melyen hosszú fahíd vezetett át.
Hunyadi Mátyás király halála után a Dunántúlra betörtek Habsburg Miksa német-római császár zsoldosai, akik Szombathely, Veszprém és Székesfehérvár városai mellett bevették a kicsiny Kereki várát is. A következő esztendőben sikerült Kinizsi Pálnak és Báthory István erdélyi vajdának visszafoglalnia a „fekete sereg” segítségével. Majd sokáig romokban hevert, mivel a dúsgazdag Báthoryak nem lakták épületeit, csak a lakosságtól behajtott adók voltak számukra fontosak.
Változás sorsában csak 1530-ban állt be, amikor Perneszi Ferenc nemes úr megvásárolta és felújíttatta épületeit. Nem sokáig örülhetett azonban új rezidenciájának, mert a korabeli feljegyzések szerint 1543 körül a környékbeli keresztény végvárak katonasága felrobbantotta védőműveit, nehogy a rohamosan terjeszkedő török hódítók befészkeljék magukat ide.
Nem szerepelt a török idők másfél évszázados csatározásaiban a fent említett okból, omladozó maradványainak nagyobbik részét 1830-ban a helyi plébániatemplom, majd 1920 körül egy közeli vadászkastély építéséhez bontották le. Műemlékvédelmi állagmegóvására 1964-ben történtek lépések, míg napjainkban egy lelkes helybeli várbaráti társaság szépen kitisztította a várrom környékét a mindent elborító bozóttól.
A vár a Nemzeti Várprogram harmadik ütemének helyszíne. Felújítását 2017/2018-tól kezdődően tervezik.

## Képgaléria

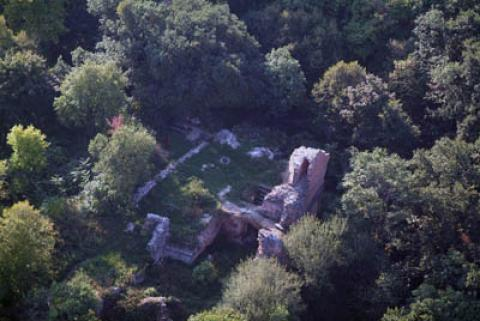
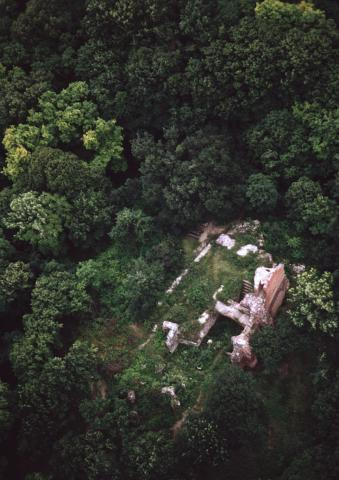
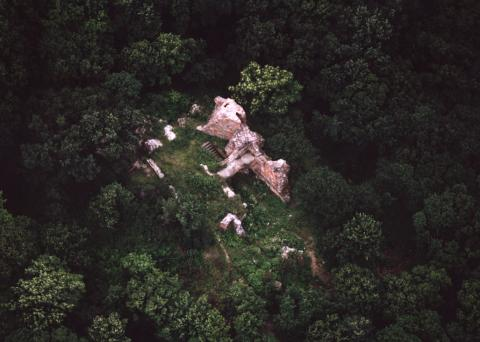
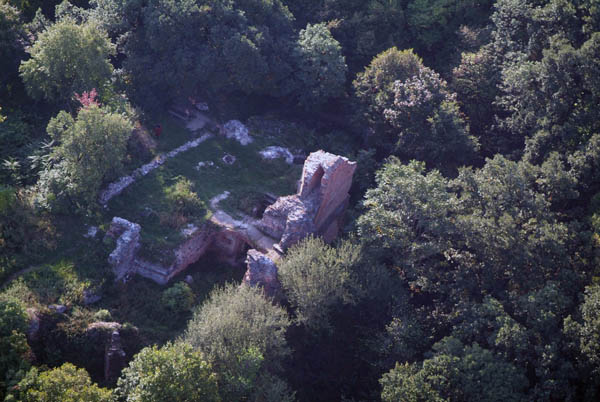
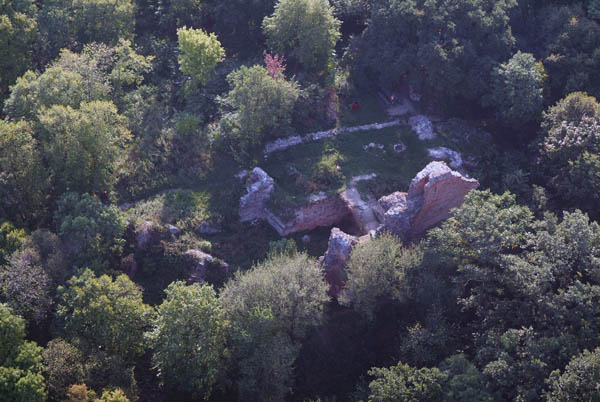
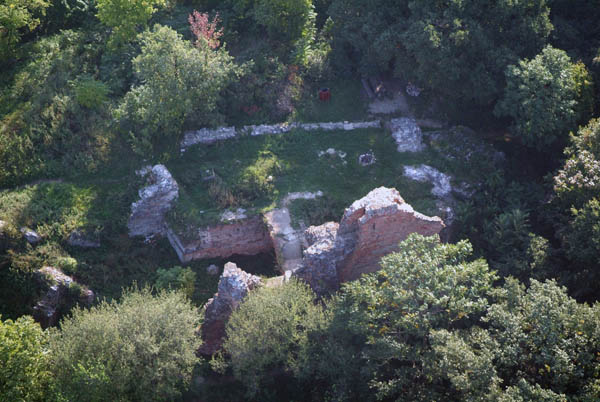
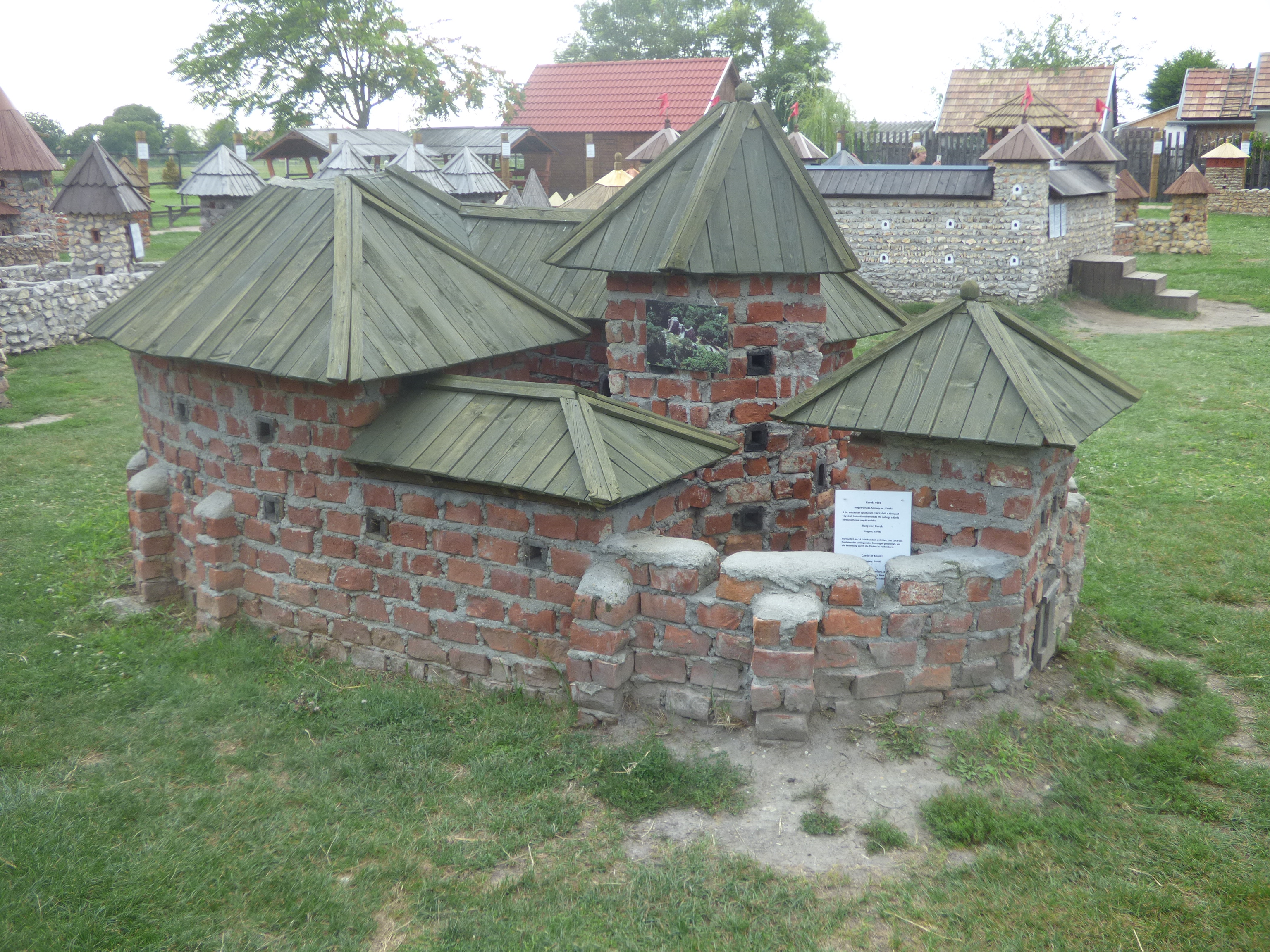
Kereki várának makettje a dinnyési Várparkban
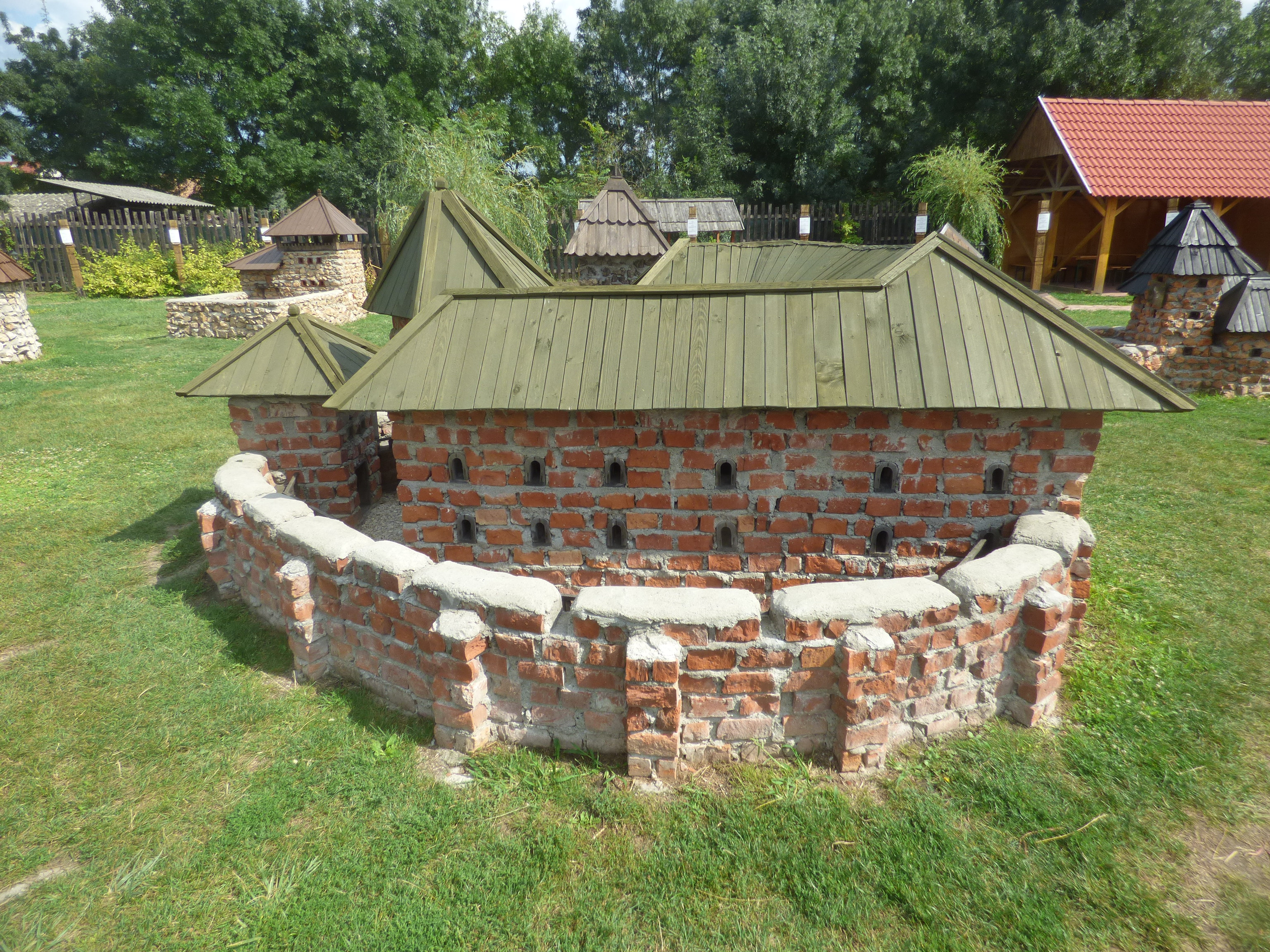
Makettje a dinnyési Várparkban